# بیکسیانوو
بیکسیانوو (انگلیسی: Biksyanovo) یک شهرک در شهرستان ایشیمبایسکی استان باشقیرستان کشور روسیه است.